# قلعه‌جی
قلعه‌جی، روستایی از توابع بخش مرکزی شهرستان سروآباد در استان کردستان ایران است . آیت الله سید ابراهیم رئیسی در سفری به کردستان از این روستا بازدید کرد. این روستا دارای جاذبه های بسیاری است. 
این روستا در دهستان کوسالان قرار دارد و براساس سرشماری مرکز آمار ایران در سال ۱۳۸۵، جمعیت آن۱٬۶۴۳ نفر (۳۹۳خانوار) بوده‌است.

## پیشینه
پیشینه آبادانی و سکونت در محل کنونی روستای قلعه‌جی به سال ۱۲۸۰ هجری خورشیدی برمی‌گردد. زمانی که یکی از خوانین ساکن روستای قلعه گاه با سایر خوانین دچار اختلاف شده و با عده‌ای از رعایای وابسته از روستاهای اطراف به محل کنونی قلعه‌جی که آثار قلعهٔ قدیمی بر بلندای سمت شمال شرق محل وجود داشته‌است، نقل مکان نموده و در آنجا ساکن شده‌اند. قلعه‌جی در لغت به معنی سکونتگاهی است که در محل قلعه واقع شده‌است.